# 安东·格塔
安东·亚历山德罗维奇·格塔（羅馬化：Anton Aleksandrovih Getta；1980年4月29日—）是俄罗斯政治人物，第七届和第八届国家杜马代表。
2005年，他担任图阿普谢行政管理部门经济发展、投资、工业运输和通信部门的首席专家。2008年至2009年，他领导克拉斯诺达尔边疆区的投资和项目支持部门。2009年，他移居莫斯科，被任命为经济发展部中小企业发展司中小企业发展部门计划司司长。2013年5月，他被任命为俄罗斯联邦交通部长马克西姆·索科洛夫的顾问。他还成为全俄人民阵线成员，并于2013年至2016年领导反腐败项目“公平采购”。2016年当选第七届国家杜马代表。2021年，他再次当选第八届国家杜马议员。

## 制裁
格塔于2022年因俄乌战争而受到英国政府制裁。

## 荣誉
- 祖国功勋奖章（2019年）[5]